# John Robert Jones
John Robert Jones, född 4 september 1911, död 3 juni 1970 var en walesisk filosof.
Han var född i Pwllheli och gick i skolan där innan han åkte för att studera filosofi vid University of Wales i Aberystwyth. Han tog sin doktorsexamen vid Balliol College i Oxford och återvände sedan till Aberystwyth för att föreläsa i filosofi. 1952 blev han utnämnd till professor i samma ämne vid University of Wales i Swansea. 1961 var han gästprofessor vid Chapel Hill University i North Carolina. Vid återkomsten till Wales blev han mera politiskt aktiv och uttalade sig emot prins Charles investitur och avgick från Gorsedd of Bards i protest. Som filosof var Jones influerad av Ludwig Wittgenstein och Simone Weil. Hans skrifter handlar främst om tre problem: jagets natur, varseblivningens natur och universaliteters natur.

## Verk
- Yr Argyfwng Gwacter Ystyr, 1964
- Prydeindod, 1966
- A rhaid i'r iaith ein gwahanu?, 1967
- Ni fyn y taeog mo'i ryddhau, 1968
- Yr ewyllys i barhau, 1969
- Gwaedd yng Nghymru, 1970
- Ac Onide, 1970